# Emil Seršić
Emil Seršić (Baška, 12. prosinca 1927. – Zagreb, 11. veljače 2011.), hrvatski arhitekt.

## Životopis
Emil Seršić diplomirao je na Arhitektonskom fakultetu u Zagrebu 1958. (Zdenko Strižić), isprva radi u projektnom uredu Löwy, a od 1967. do mirovine 1990. na čelu je Tehnoprojekta u Zagrebu.
Rješava najraznovrsnije arhitektonske zadatke, od društvenih i poslovnih objekata do kolektivnih i individualnih stambenih zgrada. U njima iskazuje racionalan pristup i znatnu sposobnost prilagođavanja specifičnim uvjetima zadatka. Utemeljena na analitičkom postupku, njegova je arhitektura suzdržana po izrazu, a funkcionalna po sadržaju.
Crkva Sv. Križa u Novom Zagrebu iz 1968. smatra se i danas jednom od najuspješnijih sakralnih građevina u Hrvatskoj, a puno ljudi živi u njegovim brojnim kućama i stanovima.
Emil Seršić bio je i prvi demokratski izabran načelnik Općine Baška iza rata, što također govori o tome kako su ga ljudi cijenili kao čovjeka i stručnjaka.

## Projekti i realizacije

### Hoteli
- hotel u Virovitici (s M. Salaj) – I. nagrada na natječaju 1965., realizacija 1966.
- hotel "Beli Kamik" u Njivicama na Krku – projekt 70-ih
- hotel "Panonija" u Osijeku (s M. Salajem)
- dogradnja hotela na Lapadu u Dubrovniku (s M. Salajem i J. Rukavinom)
- studije ugostiteljskog kompleksa u Puntu (s J. Rukavinom )

### Poslovni i javni objekti
- robna kuća "Krk" u Krku – projekt 1980., realizacija 1982.
- više pekara "Žitokombinata" – rekonstrukcije i adaptacije
- Institut za razvoj i međunarodne odnose – prije 8. maja, sada Vukotinovićeva ulica - rekonstrukcija i uređenje tavana u uredski prostor, 1990.
- sportski objekt uz teniske terene u Baški na Krku, 1988.
- Narodno sveučilište u Samoboru, 1984.

### Sakralni objekti
- Crkva Svetog Križa u Zagrebu (s M. Salajem) – projekti 1968. – 1969., realizacija 1971. – 1982.
- Franjevačka gimnazija i internat s kapelom u Samoboru (s M. Salajem) – projekt 1968., realizacija 1969.
- Bogoslovno sjemenište u Rijeci – projekt 70-ih, realizacija 1986. – 1987.
- dom Časnih sestara u Samoboru, idejni projekt (s J. Rukavinom)

### Objekti studentskog standarda
- studentski dom u Osijeku – prije 1969.
- dva stambena paviljona u studentskom naselju "S. Radić" (SAVA) u Zagrebu – projekt 70-ih
- središnji društveni objekt SKUC u studentskom naselju "S. Radić" (SAVA) u Zagrebu – projekt 1979., realizacija
- rekonstrukcija i dogradnja SKUC-a u studentskom naselju "S. Radić" (SAVA) u Zagrebu za potrebe Univerzijade 1987., dogradnja restorana i dvorane PAUK, te café-slastičarnice – projekt 1986., realizacija 1986. – 1987.
- studentski dom "Podmurvice" u Rijeci

### Višestambeni objekti
- višestambene zgrade u Krku – stambeni kompleksi FANI i TURČI – krajem 70-ih
- višestambeni blokovi 3A i 3B u naselju Travno u Zagrebu (877 stanova) – dio projektnog tima "Industrogradnje" – projekti 1973. – 1977., realizacija 1975. – 1978.
- dvije višestambene zgrade u Ravnicama u Zagrebu – projekti 1972. – 1973. (s R. Melinčević)
- stambeno-poslovni kompleks "Dubrava - centar" (ROMA), Zagreb – projekti 1971., realizacija sredinom 70-tih (s R. Melinčević i K. Govekar)
- stambeno poslovni kompleks u Baški

### Obiteljske kuće
- desetak obiteljskih kuća (i vlastita) na rtu Kricin u Baški
- stotinjak obiteljskih kuća, najviše na otoku Krku

### Nerealizirani natječajni projekti
- natječaj za tipske dječje vrtiće – I. nagrada (s M. Čankovićem), 1959.
- muzej revolucije u Beogradu, 1961.
- robna kuća u Sarajevu 1962.
- hotel u Kruševcu – otkup (s M. Salajem), 1964.